# استاری توگول
استاری توگول (به لاتین: Stary Togul) یک منطقهٔ مسکونی در روسیه است که در سرزمین آلتای واقع شده‌است.